# Callovien
Stratigraphie
Bathonien Oxfordien
Jurassique supérieur
Le Callovien est le dernier étage stratigraphique du Jurassique moyen (Dogger). Il s'étend entre 165,3 ± 1,1 Ma à 161,5 ± 1,0 Ma, succédant au Bathonien et précédant le Jurassique supérieur.

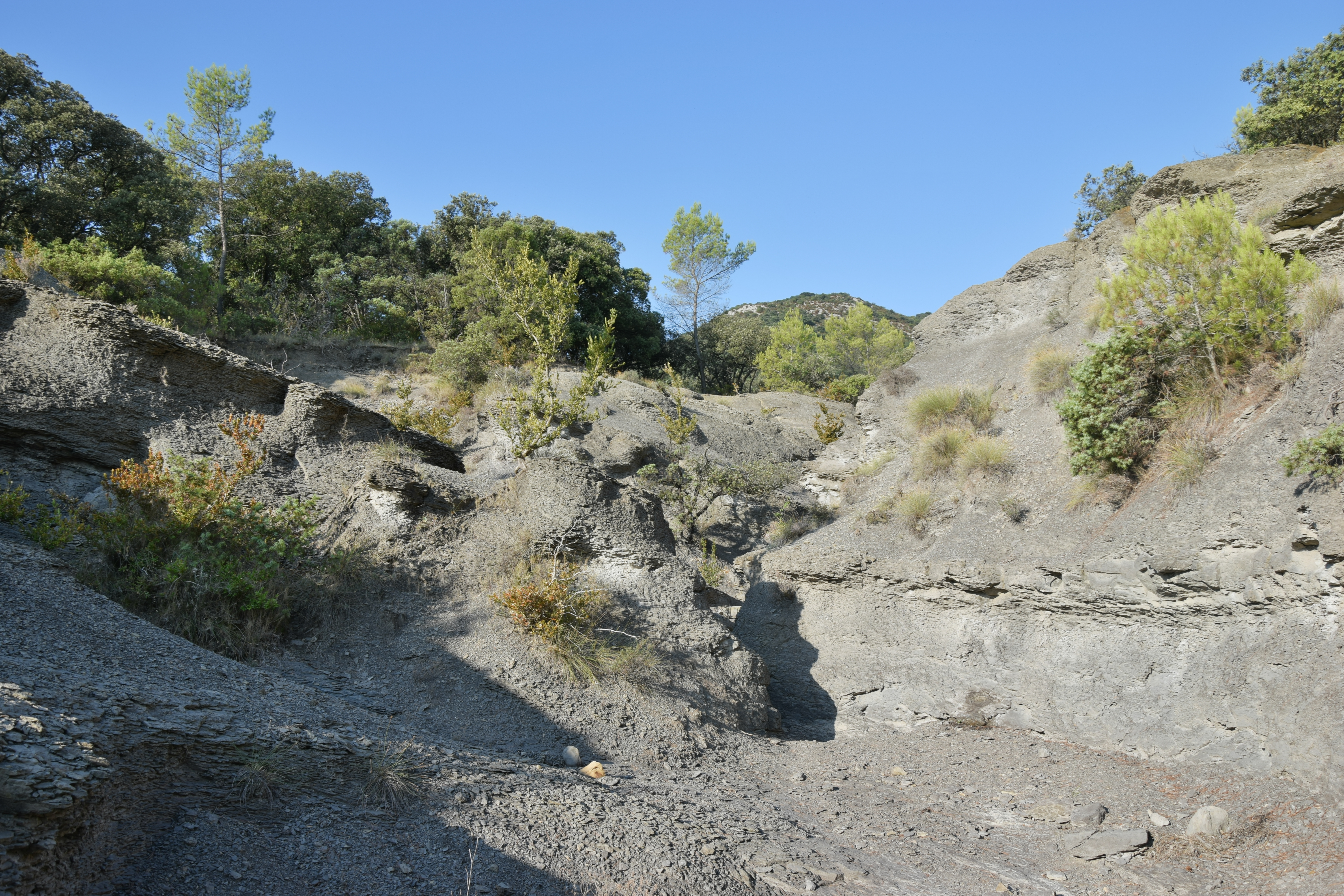
Marnes du Callovien à Quissac dans le département du Gard.

## Historique et Étymologie
L'étage Callovien a été défini progressivement par le naturaliste et paléontologue français Alcide d'Orbigny au cours de la rédaction des fascicules sur les céphalopodes jurassiques de sa Paléontologie française. Il crée l'étage « Kellovien » en 1846, qu'il renomme Callovien en 1848 en le précisant en 1850,.
Le terme Callovien est dérivé, sous une forme « latinisée » déduite de la présence de l'Ammonites calloviensis, du nom du hameau de « Kellaways Bridge », à 3 km au nord-est de la ville de Chippenham dans le Wiltshire (Angleterre) où affleure cet étage.

## Stratotype

### Stratotype historique
L'affleurement historique du Callovien à « Kellaways Bridge » dans le Wiltshire anglais est encore, provisoirement, le stratotype de l'étage.

### Stratotype, PSM
La base de l'étage n'est pas encore définie par un Point Stratotypique Mondial (PSM), au même titre que la base de l'étage sus-jacent, l'Oxfordien qui délimiterait le sommet du Callovien.
Des sites géologiques sont candidats au titre de PSM du Callovien :
- dans le Jura souabe (Schwäbische Alb en allemand) au sud-ouest de l'Allemagne ;
- en Russie.

D'un point de vue biostratigraphique, l'étage Callovien débute :
- dans la province paléogéographique dite sub-boréale (Angleterre, Allemagne, ...) avec l'apparition des ammonites du genre Kepplerites de la famille des Kosmoceratidae[4] ;
- dans la province paléogéographique dite sub-méditerranéenne (France, Espagne, Italie, ...) avec l'apparition de l'ammonite Macrocephalites (Kheraiceras) bullatus[5] de la famille des Macrocephalitidae.

## Subdivisions
Le Callovien est subdivisé sur la base de l'évolution des faunes d'ammonites et par province paléogéographique, en sous-étages, zones, sous-zones et enfin biohorizons. Par exemple pour la province sub-méditerranéenne :
| Sous-étage | Zone      | Sous-zone     | Biohorizon    | n°    |
| ---------- | --------- | ------------- | ------------- | ----- |
| supérieur  | Lamberti  | Lamberti      | Paucicostatum | XXIII |
| supérieur  | Lamberti  | Lamberti      | Lamberti      | XXII  |
| supérieur  | Lamberti  | Lamberti      | Praelamberti  | XXI   |
| supérieur  | Lamberti  | Poculum       | Schroederi    | XX    |
| supérieur  | Lamberti  | Poculum       | Subtense      | XIX   |
| supérieur  | Lamberti  | Poculum       | Nodulosum     | XVIII |
| supérieur  | Athleta   | Collotiformis | Collotiformis | XVII  |
| supérieur  | Athleta   | Collotiformis | Piveteaui     | XVI   |
| supérieur  | Athleta   | Trezense      | Athleta       | XVb   |
| supérieur  | Athleta   | Trezense      | Leckenbyi     | XVa   |
| moyen      | Coronatum | Rota          | Rota          | XIV   |
| moyen      | Coronatum | Leuthardi     | Waageni       | XIIIb |
| moyen      | Coronatum | Leuthardi     | Leuthardi     | XIIIa |
| moyen      | Coronatum | Baylei        | Baylei        | XII   |
| moyen      | Coronatum | Baylei        | Villanyensis  | XI    |
| moyen      | Anceps    | Tyranniformis | Richei        | Xb    |
| moyen      | Anceps    | Tyranniformis | Blyensis      | Xa    |
| moyen      | Anceps    | Stuebeli      | Turgidum      | IX    |
| moyen      | Anceps    | Stuebeli      | Bannense      | VIII  |
| inférieur  | Gracilis  | Patina        | Kiliani       | VIIb  |
| inférieur  | Gracilis  | Patina        | Boginense     | VIIa  |
| inférieur  | Gracilis  | Michalskii    | Michalskii    | VI    |
| inférieur  | Gracilis  | Laugieri      | Laugieri      | V     |
| inférieur  | Gracilis  | Pictava       | Pictava       | IV    |
| inférieur  | Gracilis  | Grossouvrei   | Grossouvrei   | III   |
| inférieur  | Gracilis  | Prahecquense  | Prahecquense  | II    |
| inférieur  | Bullatus  | Bullatus      | Bullatus      | I     |

## Paléontologie

### LeLagerstätte de La Voulte-sur-Rhône
Le « Konservat-Lagerstätte » callovien de La Voulte-sur-Rhône et de Rompon, dans le département de l'Ardèche, en région Rhône-Alpes, est une accumulation remarquable de fossiles d'excellente conservation même pour les "parties molles" des organismes fossilisés. Le site correspond à une l’ancienne exploitation minière de fer. Il est classé Espace naturel sensible.

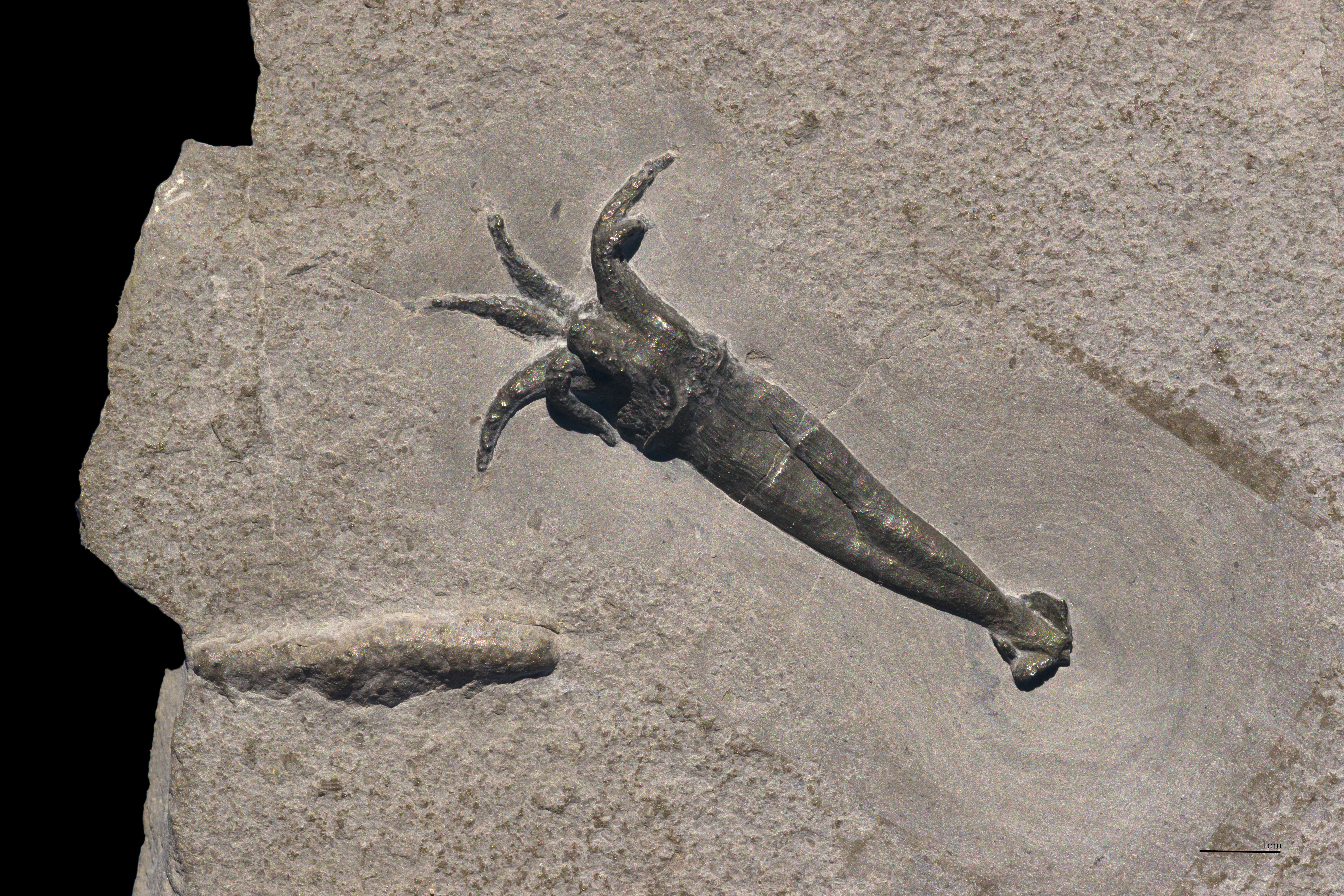
Rhomboteuthis lehmani. « Calmar » du Callovien inférieur de La Voulte-sur-Rhône, France.
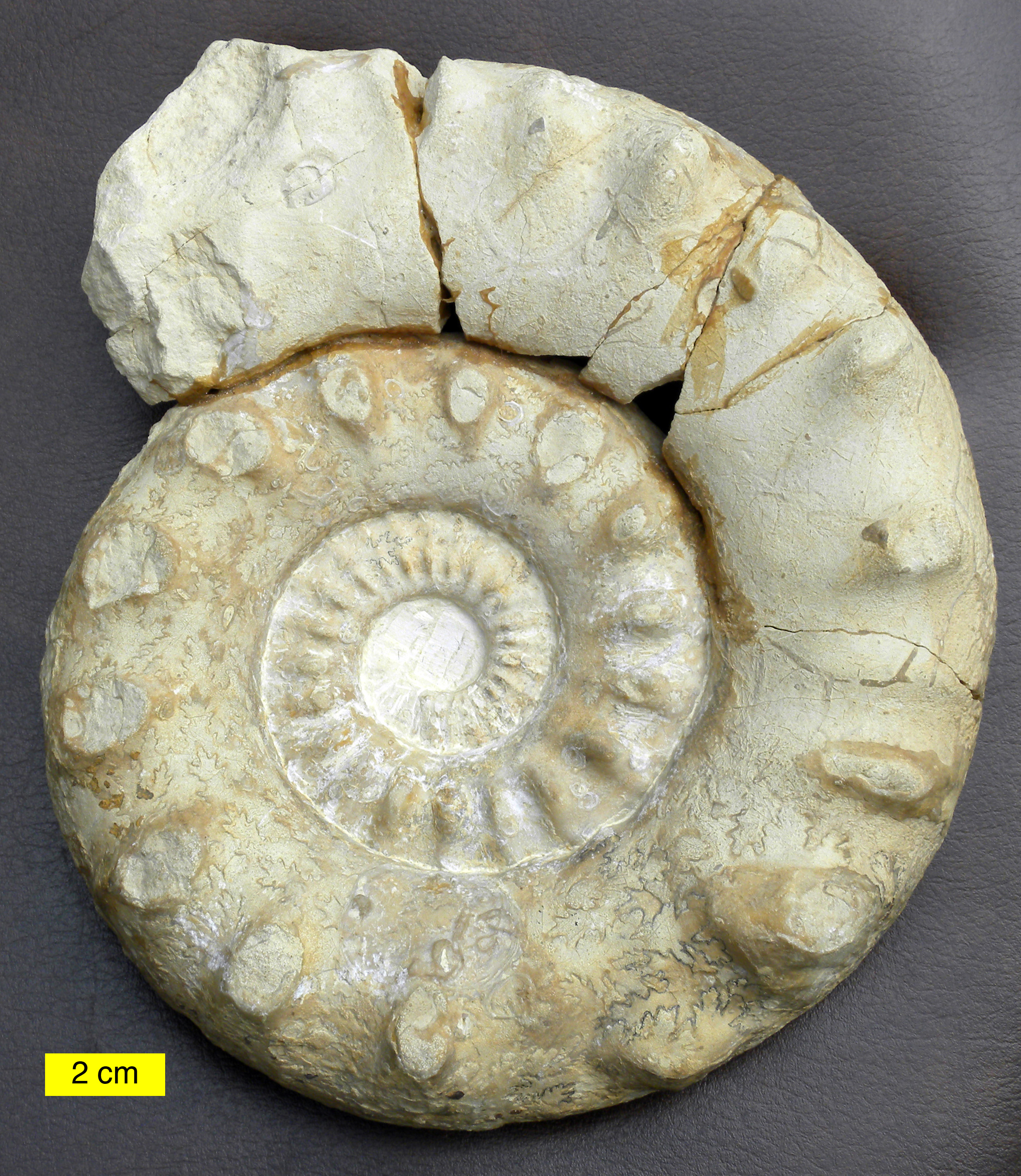
Peltoceras solidum. Ammonite de la formation Matmor du Callovien à Makhtesh Gadol, Israël.